# Hiroshige (krater)
Hiroshige är en nedslagskrater på planeten Merkurius, med en diameter på ungefär 138 kilometer.
1976 uppkallades kratern efter den japanske konstnären Ando Hiroshige.